# Stefan Dąbkowski

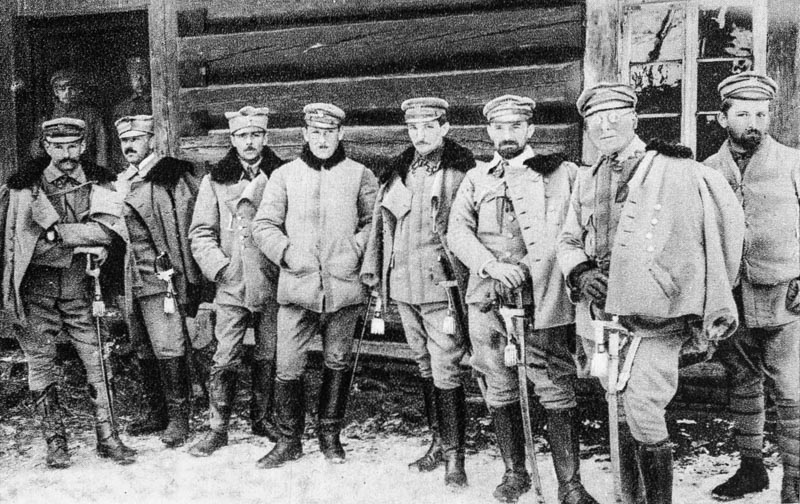
Oficerowie z kompanii saperów I Brygady LP. Pierwszy z lewej Stefan Dąbkowski.

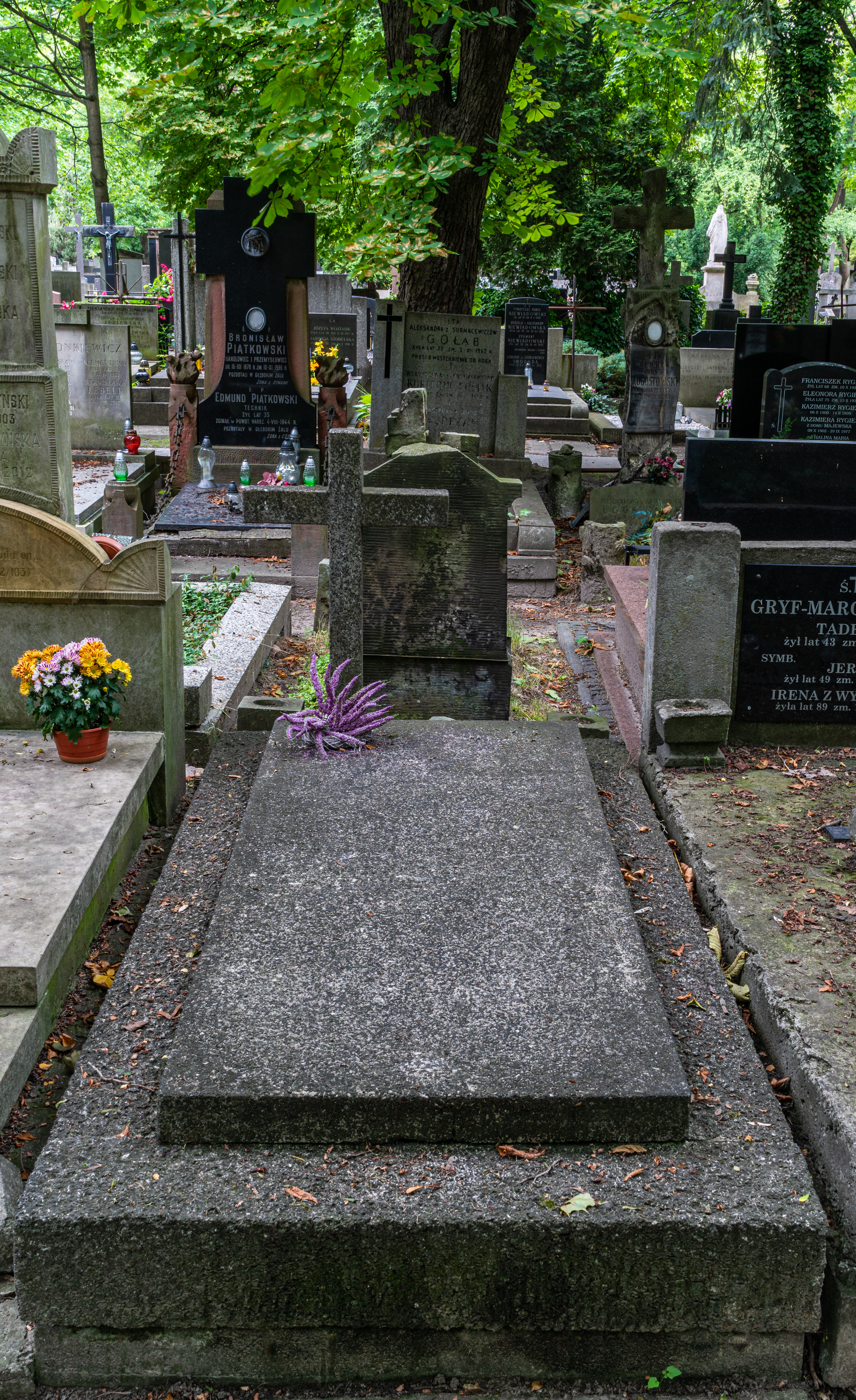
Grób Stefana Dąbkowskiego na cmentarzu Powązkowskim

Stefan Dąbkowski, ps. „Bronisław” (ur. 20 czerwca 1884 w Warszawie, zm. 16 grudnia 1962 w Londynie) – polski działacz niepodległościowy i socjalistyczny, w latach 1935–1939 senator BBWR i OZN, wicemarszałek Senatu V Kadencji, pułkownik saperów Wojska Polskiego, wiceprezes Prezydium Zarządu Koła Parlamentarnego Obozu Zjednoczenia Narodowego w 1938 roku, kawaler Orderu Virtuti Militari.

## Życiorys
Stefan Dąbkowski urodził się 20 czerwca 1884 w Warszawie, w rodzinie powstańców styczniowych Adama (1837–1896) i Izabeli z Sierzputowskich (1843–1918). Ojciec za udział w powstaniu został skazany na ośmioletnią katorgę, a matka była kurierką partii Józefa Jankowskiego. Starszy brat Mieczysław został generałem brygady Wojska Polskiego.
W latach 1902–1906 pracował na Kolei Warszawsko-Wiedeńskiej. Od 1902 członek PPS, a od 1904 jej Organizacji Bojowej – przewoził materiały wybuchowe z Zagłębia do stolicy. W latach 1905–1907 aresztowany i więziony, ostatecznie zesłany na Syberię, skąd zbiegł do Lwowa. W czerwcu 1908 roku brał udział w założeniu Związku Walki Czynnej we Lwowie. Od 1910 działał w Związku Strzeleckim i PPS-Frakcji Rewolucyjnej na terenie Królestwa Polskiego. W latach 1911–1914 ponownie przebywał w Galicji, został komendantem oddziału Związku Strzeleckiego w Borysławiu.
Od sierpnia 1914 w I Brygadzie Legionów Polskich. Po kryzysie przysięgowym internowany w Beniaminowie. Uczestniczył w walkach polsko-ukraińskich w Galicji w latach 1919–1920, przez parę miesięcy więziony przez władze ZURL w Borysławiu i Tarnopolu. Od 1920 oficer Wojska Polskiego. 1 czerwca 1921 pełnił służbę w 1 pułku saperów. 17 maja 1922 odznaczono go orderem wojskowym „Virtuti Militari" V klasy. W tym samym roku został zatwierdzony na stanowisku dowódcy 10 pułku saperów w Przemyślu. W latach 1928–1934 był komendantem Oficerskiej Szkoły Inżynierii w Warszawie.
W listopadzie 1924 roku był jednym z oficerów, którzy podali się do dymisji w ramach tzw. strajku generałów.
Z dniem 30 czerwca 1934 został przeniesiony w stan spoczynku. 1 lipca 1934 został zatrudniony w Dyrekcji Tramwajów Miejskich miasta stołecznego Warszawy na stanowisku naczelnika Wydziału Drogowo-Budowlanego.
W latach 1935–1939 senator BBWR i OZN z okręgu Warszawa oraz radny Miasta Stołecznego, gdzie przewodniczył klubowi OZN. Od 1935 członek Parlamentarnej Grupy Stołecznej. W listopadzie 1936 został wybrany drugim wiceprezesem Związku Rezerwistów. W latach 1938–1939 wiceprezes Obozu Zjednoczenia Narodowego. Na ostatnim posiedzeniu Sejmu w dniu 2 września 1939 złożył wniosek o zmianę ordynacji wyborczej, pozwalający na wypełnienie przez posłów i senatorów żołnierskiego obowiązku bez ryzyka utraty mandatu.
Był żonaty i miał dwoje dzieci: Andrzeja (ur. 28 listopada 1912) i Krystynę (ur. 13 grudnia 1918).
Zmarł 16 grudnia 1962 w Londynie. Spoczywa na cmentarzu Powązkowskim w Warszawie (kwatera 107-3-13).

## Awanse
- podporucznik – 5 marca 1915
- porucznik – 1 stycznia 1917[18]
- podpułkownik – 3 maja 1922 zweryfikowany ze starszeństwem z dniem 1 czerwca 1919 i 20. lokatą w korpusie oficerów inżynierii i saperów
- pułkownik – 1 stycznia 1928 ze starszeństwem z dniem 1 stycznia 1928 i 1. lokatą w korpusie oficerów inżynierii i saperów[19]

## Ordery i odznaczenia
- Krzyż Srebrny Orderu Wojskowego Virtuti Militari nr 7472 – 17 maja 1922[20][3]
- Krzyż Komandorski Orderu Odrodzenia Polski – 10 listopada 1938[21]
- Krzyż Niepodległości z Mieczami – 20 stycznia 1931[22][23][24]
- Krzyż Walecznych czterokrotnie: po raz pierwszy w 1922[25][24]
- Złoty Krzyż Zasługi – 10 listopada 1928)[26][27][24]
- Medal Pamiątkowy za Wojnę 1918–1921[28][24]
- Medal Dziesięciolecia Odzyskanej Niepodległości[28][24]
- Odznaka „Za wierną służbę”[28]
- Krzyż Komandorski Orderu Orła Białego (Jugosławia)[29]